# Giacomo Setaccioli
Giacomo Setaccioli (Corneto, 8 dicembre 1868 – Siena, 3 dicembre 1925) è stato un compositore italiano.

## Biografia
Studiò flauto presso il Conservatorio di Santa Cecilia a Roma e fu allievo di composizione di Cesare De Sanctis. Dopo la laurea, nel 1893, iniziò la sua carriera come compositore.
La sua prima opera, L'ultimo degli Abenceagi attirò l'attenzione del tenore Roberto Stagno e del soprano Gemma Bellincioni. Questi cantarono anche alla prima della sua seconda opera La sorella di Mark (1896) al Teatro Costanzi di Roma. 
Nel 1898 vinse, con la sua Ouverture da concerto, il primo premio in un concorso indetto dall'Accademia di Santa Cecilia. Nel 1903 completò l'opera Adriana Lecouvreur su libretto di Enrico Golisciani. Quest'opera non venne mai rappresentata a seguito della morte dell'impresario Stagno (1897) che l'aveva ordinata.
Fu docente presso l'Accademia di Santa Cecilia e critico musicale. Tra i suoi studenti va ricorda il direttore di coro Fidelio Finzi. L'opera Il mantellaccio su libretto di Sem Benelli rimase inedita. Molte delle sue composizioni, tra cui una sinfonia, sono andate perdute.

## Opere
- L'ultimo degli Abenceagi, opera
- La sorella di Mark, opera, libretto di Enrico Golisciani 1896
- Ouverture da concerto, 1898
- Adriana Lecouvreur, opera 1903
- Il mantellaccio, opera
- Sinfonia
- Poema drammatico per violino e pianoforte, 1923
- Nonetto per due oboi, due clarinetti, due flauti, due fagotti e corno
- Suite per orchestra d'archi
- Poema sinfonico per grande orchestra
- Sonata per clarinetto
- Quartetto per archi
- Allegro da Concerto per pianoforte e orchestra